# أليكس شيرر
أليكس شيرر (بالإنجليزية: Alex Shearer)‏ هو كاتب للأطفال وكاتب بريطاني، ولد في 25 يونيو 1949.